# Луиз (остров)
Луиз (англ. Louise Island) — остров в архипелаге Хайда-Гуаи (Острова Королевы Шарлотты) близ побережья Британской Колумбии.

## Этимология
Остров назван в честь принцессы Луизы — четвёртой дочери английской королевы Виктории и жены маркиза Джона Кэмпбелла Лорна, 9-го герцога Аргайльского, 4-го генерал-губернатора Канады (с 1878 по 1883 год).

## География
Остров расположен у восточного берега более крупного острова Морсби, от которого отделён лишь узким проливом Кармичаэл (Carmichael Passage). Восточный берег острова омывается проливом Хекате, который отделяет архипелаг Хайда-Гуаи от материковой части Канады. Площадь острова составляет 275 км², длина береговой линии — 87 км. Длина острова 24 км. Наивысшей точкой острова является гора Маунт-Карл высотой 1082 метра.